# N.P. - Il segreto
N.P. - Il segreto è un film del 1971 diretto da Silvano Agosti. È una storia fantapolitica con importanti spunti sociologici e satirici, sull'uso eversivo del potere militare e dei servizi segreti durante il periodo del terrorismo in Italia.

## Trama
Un ingegnere, presidente del GIAR (Gruppo Industriale Aziende Riunite), inventa una macchina che converte la spazzatura in prodotti commestibili. Lo Stato si impossesserà del marchingegno per annientare il proletariato urbano e procedere ad una disumana meccanizzazione della società.

## Critica
(T. Kezich)
(P. Mereghetti)
(Morandini)